# Эдвардс, Пол (легкоатлет)
Пол Майкл Эдвардс (англ. Paul Michael Edwards; род. 16 февраля 1959, Чизик, Мидлсекс) — британский валлийский легкоатлет, специалист по толканию ядра. Выступал на профессиональном уровне в 1980-х и 1990-х годах, обладатель бронзовой медали Игр Содружества, многократный чемпион Великобритании, рекордсмен Уэльса, участник двух летних Олимпийских игр.

## Биография
Пол Эдвардс родился 16 февраля 1959 года в Чизике, Англия.
Начинал спортивную карьеру как многоборец, в частности в 1983 году вошёл в состав британской сборной и выступил в Финале В Кубка Европы по легкоатлетическим многоборьям в Монтаржи — занял в личном зачёте десятиборья итоговое 26-е место.
В 1987 году впервые заявил о себе в толкании ядра, выиграв чемпионат Великобритании в став восьмым на Кубке Европы в Праге.
Благодаря череде удачных выступлений в 1988 году удостоился права защищать честь страны на летних Олимпийских играх в Сеуле — на предварительном квалификационном этапе толкнул ядро на 17,28 метра, чего оказалось недостаточно для выхода в финальную стадию.
В 1989 году выиграл чемпионат Великобритании в Джарроу.
В 1990 году представлял Уэльс на Играх Содружества в Окленде, став бронзовым призёром в толкании ядра. Также занял 17-е место на чемпионате Европы в помещении в Глазго, защитил звание национального чемпиона, выступил на чемпионате Европы в Сплите.
В 1991 году закрыл десятку сильнейших на чемпионате мира в помещении в Севилье, стал шестым на Кубке Европы во Франкфурте, вновь выиграл чемпионат Великобритании, был десятым на чемпионате мира в Токио. На соревнованиях в Лондоне установил свой личный рекорд в толкании ядра на открытом стадионе — 20,23 метра.
В 1992 году с личным рекордом 19,04 занял восьмое место на чемпионате Европы в помещении в Генуе. Позднее добавил в послужной список победу в зачёте национального чемпионата, принимал участие в Олимпийских играх в Барселоне — в программе толкания ядра показал результат 19,03 метра и в финал не вышел. Также в этом сезоне отметился выступлением на Кубке мира в Гаване, где стал пятым.
В 1993 году помимо прочего стал девятым на чемпионате мира в помещении в Торонто, выступил на чемпионате мира в Штутгарте.
В 1994 году Эдвардс толкал ядро на чемпионате Европы в помещении в Париже и чемпионате Европы в Хельсинки, в последний раз завоевал золото чемпионата Великобритании. Его карьера оборвалась из-за двух проваленных допинг-тестов. Сначала на чемпионате Европы в Хельсинки его проба указала сразу на несколько разных нарушений: наличие анаболических стероидов, псевдоэфедрина, значительно повышенный уровень тестостерона. Вторая проба, взятая спустя два дня на домашних соревнованиях в Британии, подтвердила эти нарушения. В связи с грубым нарушением антидопинговых правил Эдвардса отстранили от участия в соревнованиях сроком на четыре года. Ещё отбывая наказание, в 1997 году спортсмен провалил допинг-тест, сделанный во внесоревновательный период — проба вновь показала повышенный тестостерон. В этот раз Пол Эдвардс был дисквалифицирован пожизненно.